# Astor Place
Astor Place – stacja metra nowojorskiego, na linii 4 i 6. Znajduje się w dzielnicy Manhattan, w Nowym Jorku i zlokalizowana jest pomiędzy stacjami 14th Street – Union Square i Bleecker Street. Została otwarta 27 października 1904.